# Patrik Allvin
Patrik Allvin, född 10 oktober 1974 är en svensk före detta ishockeyspelare (back) som bland annat spelat i Elitserien för Leksands IF. Han har även spelat för Mora IK i Allsvenskan, i Bodens IK i gamla Division 1, samt några säsonger i de lägre divisionerna i Nordamerika.
2002 avslutade han karriären för att bli talangscout åt Montreal Canadiens och senare Pittsburgh Penguins (2006). 28 jan 2021 utnämndes han till tillförordnad GM (General Manager) för Pittsburgh Penguins då Jim Rutherford av personliga skäl lämnat uppdraget. I januari 2022 utnämndes han till General Manager för Vancouver Canucks.